# Aspettative
Il termine aspettative in economia indica le attese dei soggetti economici a fronte di un evento o di un comportamento che può influire sulle loro decisioni. 
La decisione di acquistare un titolo azionario, per esempio, dipende non solo dall'andamento passato del titolo (il valore è aumentato o diminuito) ma anche dalle attese (aspettative) circa un complesso insieme di variabili che possono influenzarne il corso.
L'attesa di profitti più alti del passato o l'attesa di vendite generalizzate possono spingere gli operatori ad acquistare o vendere il titolo in questione, così come l'attesa che abbia luogo una certa scelta di politica economica può indurre gli operatori a fare scelte che altrimenti non avrebbero preso in considerazione.
Le aspettative possono essere di almeno tre tipi diversi.
- Le aspettative razionali presuppongono che un operatore, disponendo di tutte le informazioni necessarie, preveda l'andamento di una determinata variabile e adatti il proprio comportamento di fatto annullandone l'effetto.
- Le aspettative mediamente razionali suppongono invece che l'operatore medio sia razionale, non escludendo che alcuni non lo siano affatto e quindi che non siano in grado di elaborare correttamente le informazioni possedute.
- Le aspettative adattive suppongono invece che gli operatori prevedano un futuro simile al recente passato.

Nella teoria economica si è impiegata l'ipotesi di aspettative razionali per sostenere l'inutilità di talune scelte di politica economica. Gli operatori modificherebbero il loro comportamento in base alle aspettative, rendendo inutili gli interventi di politica economica.
Contro questo filone di pensiero si sono schierati negli ultimi anni i teorici delle asimmetrie informative, a cominciare da Joseph Stiglitz, che hanno sottolineato come le aspettative razionali presuppongano ipotesi irrealistiche circa la disponibilità di informazioni e della capacità di elaborarle, mentre di solito soggetti diversi possiedono informazioni differenti e differenti capacità di elaborare le informazioni disponibili.